# Шорыгин, Пётр Павлович
Пётр Павлович Шорыгин (16 августа 1911 года, Москва — 7 мая 2009 года, там же) — российский физико-химик, учёный в области квантовой химии и спектроскопии. Член-корреспондент АН СССР (1981).

## Биография
Окончил Военную академию химической защиты (1934). В 1936—1960 работал в Физико-химическом институте им Л. Я. Карпова. С 1952 — в Институте органической химии АН СССР им. Зелинского: старший научный сотрудник, зав. лабораторией.
Похоронен в Москве на Троекуровском кладбище.

## Научная деятельность
Доктор химических наук. Специалист в области изучения молекул, их реакционной способности, кинетики и механизма реакций методами квантовой химии и оптической спектроскопии.
Основные достижения:
- В 1946—1950 разработал пути изучения интенсивности линий комбинационного рассеяния света (КР), послужившие основой создания новых методов качественного и количественного анализа органических продуктов и молекулярного структурного анализа.
- Открыл явление резонансного КР (1946—1952) и излучение промежуточного характера, сочетающее признаки рассеяния и флуоресценции (1963).
- Разработал теорию преобразования света молекулами, которая установила связи между фундаментальными молекулярно-оптическими явлениями — поглощением света, рассеянием и флуоресценцией и предсказала возможности наблюдения вторичного излучения промежуточного характера.

## Награды и звания
Государственная премия СССР (1979).
Член-корреспондент АН СССР (1981) и РАН (1991).

## Семья
Отец — Шорыгин Павел Полиевктович.
Брат — Шорыгин, Олег Павлович.